# Туфегджич, Горан
Го́ран Ту́фегджич (серб. Горан Туфегџић / Goran Tufegdžić; 15 ноября 1971, Пожаревац) — сербский футбольный тренер.

## Карьера

### Начало
Начал свою работу в клубе «Млади Радник» из Первой лиги, через два года был приглашён в Футбольный союз Сербии в футбольную школу. В 2002 году впервые работал в Кувейте, на должности помощника тренера в клубе «Аль-Кадсия» под началом известного местного специалиста Мохаммеда Ибрахима. В сезоне 2003/04 вернулся в Сербию, где снова принял свой первый клуб «Млади Радник» и добился с ним повышения в классе. В 2005 году вернулся в «Аль-Кадсию», снова на должность помощника тренера, где работал до 2007 года, когда принял свой первый клуб в Кувейте как главный тренер — «Аль-Шабаб», с которым в 2008 выиграл Первый дивизион и получил право играть в Премьер-лиге Кувейта.

### Сборная Кувейта
В феврале 2009 Туфегджич возглавил сборную Кувейта, сменив на посту Мохаммеда Ибрахима. С ним был подписан контракт на 1 год с оплатой в $11 тыс. в месяц. 6 мая 2010 контракт был продлён ещё на 16 месяцев, с увеличением оклада до $25 тыс. в месяц.
Под началом Туфегджича из первой 31 одной игры сборная выиграла 13, свела вничью 14 и лишь 4 раза проиграла, показав разницу мячей 53:29. 2010 год стал наиболее успешным для Туфегджича. Сборная Кувейта выиграла чемпионат Западной Азии и Кубок Персидского залива.
В 2013 году сборная Кувейта под руководством Горана Туфегджича взяла бронзу на розыгрыше Кубка Персидского залива, разгромив в матче за 3-е место сборную Бахрейна со счётом 6:1.

## Достижения
«Млади Радник»
- Победитель Первой лиги Сербии и Черногории: 2004

«Аль-Шабаб»
- Победитель Первого дивизион Кувейта: 2008

Сборная Кувейта
- Чемпион Западной Азии: 2010
- Обладатель Кубка Персидского залива: 2010
- 3-е место на Кубке Персидского залива: 2013